# افکار مرگبار (فیلم)
افکار مرگبار (به انگلیسی: Mortal Thoughts) فیلمی محصول سال ۱۹۹۱ به کارگردانی آلن رودولف است. در این فیلم بازیگرانی همچون دمی مور، گلن هدلی، بروس ویلیس، جان پنکاو، هاروی کایتل و فرانک وینسنت ایفای نقش کرده‌اند.